# Diplosoma velatum
Diplosoma velatum är en sjöpungsart som beskrevs av Kott 200. Diplosoma velatum ingår i släktet Diplosoma och familjen Didemnidae. Inga underarter finns listade i Catalogue of Life.